# Staffell
Staffell är en kulle i republiken Island. Den ligger i regionen Austurland, 400 km öster om huvudstaden Reykjavík. Toppen på Staffell är 204 meter över havet.
Trakten runt Staffell är nära nog obefolkad, med mindre än två invånare per kvadratkilometer. Närmaste större samhälle är Egilsstaðir, nära Staffell. Trakten runt Staffell består i huvudsak av gräsmarker.